# ATP Challenger Malta
Der ATP Challenger Malta (offiziell: Sliema Challenger) war ein Tennisturnier, das zwischen 1994 und 1996 in Sliema, auf Malta, stattfand. Es gehörte zur ATP Challenger Tour und wurde im Freien auf Sand gespielt. Lionel Barthez ist mit zwei Titeln im Doppel der einzige mehrfache Sieger.

## Liste der Sieger

### Einzel
| Jahr | Sieger             | Finalgegner     | Ergebnis      |
| ---- | ------------------ | --------------- | ------------- |
| 1996 | Hicham Arazi       | Stéphane Simian | 6:7, 7:6, 6:0 |
| 1995 | Adrian Voinea      | Ján Krošlák     | 6:3, 6:4      |
| 1994 | Hendrik Jan Davids | Martin Sinner   | 6:4, 7:6      |

### Doppel
| Jahr | Sieger                            | Finalgegner                      | Ergebnis      |
| ---- | --------------------------------- | -------------------------------- | ------------- |
| 1996 | Alejandro Hernández Óscar Ortiz   | Aleksandar Kitinov Martin Zumpft | 6:2, 3:6, 6:1 |
| 1995 | Marius Barnard Lionel Barthez (2) | Patrick Baur Tomáš Anzari        | 7:5, 6:3      |
| 1994 | Lionel Barthez (1) Radomír Vašek  | Clinton Ferreira Ellis Ferreira  | 6:2, 3:6, 6:2 |